# Hawelanie

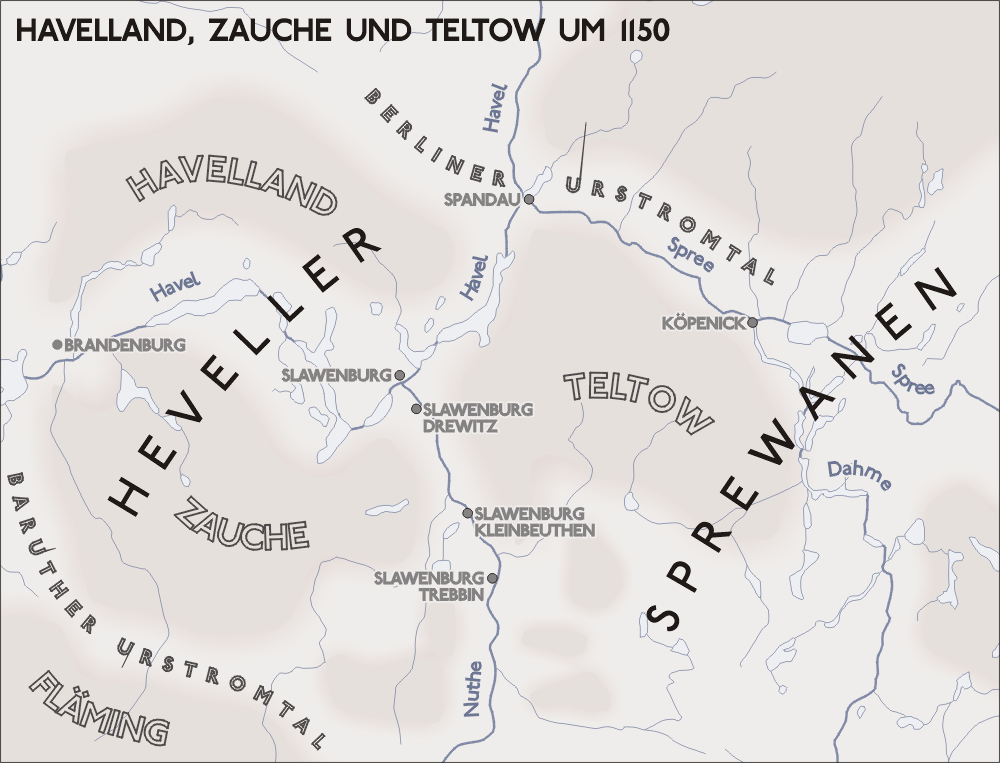
Hawelanie i Sprewianie ok. 1150 r.

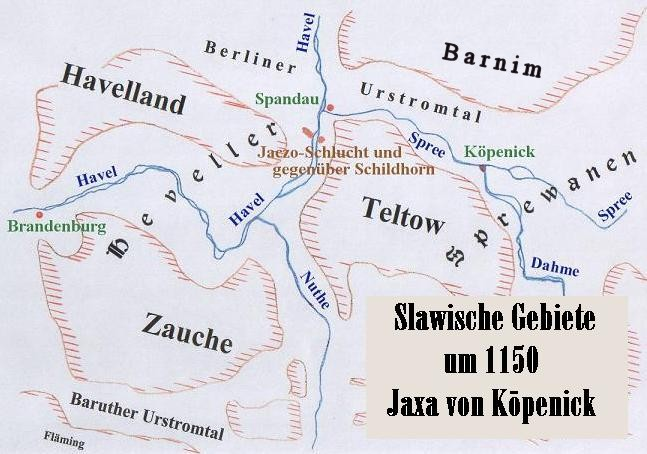
Osadnictwo słowiańskie na obszarze obecnego Berlina ok. 1150 r.

Hawelanie, Hawolanie, Hobolanie, Hoblanie, Oblanie – plemię zachodniosłowiańskie utożsamiane ze Stodoranami (Hawelanie jest nazwą starszą jeśli chodzi o źródła), które ok. 720 roku zasiedliło tereny nad środkową Łabą, Hawelą (zwaną po łużycku Hobolą czy po polsku Obłą) i Sprewą. Głównymi ich grodami były Hobla (Hobolin) i Brenna (niemieckie Havelberg i Brennaburg lub Brandenburg).

## Nazwa
Wg Gerarda Labudy „Stodoranie” to nazwa słowiańska, zaś „Hawelanie” to nazwa germańska („Hobolanie”, „Hoblanie”, „Oblanie” to współczesne polskie odpowiedniki nazwy niemieckiej, urobione od słowiańskiej nazwy rzeki).
Notujemy dwie postaci tej nazwy:
1. Haefeldan (Alfred Wielki), Hehfeldi (Geograf Bawarski), Heveldun („Roczniki Kwedlinburskie”: Stodoraniam quam vulgo Heveldun vocant), Heveldi, qui iuxta Habolam fluvium sunt (Adam z Bremy)
2. Hevelli (Widukind), Stoderania, quae Hevellun dicitur (Thietmar) – ta druga jest wtórna względem pierwszej.

## W źródłach
Geograf Bawarski podaje, że na ziemiach Hawelan (Hehfeldi) znajdowało się 8 civitates (grodów). Alfred Wielki w swoim przekładzie Chorografii Orozjusza wymienia Haefeldi, ale pisząc, że to inne miano Wieletów (Wylte).
Thietmar pod rokiem 997 zanotował: Inperator autem a Romania discedens nostras regiones invisit et accepta Sclavorum rebellione Stoderaniam, quae Hevellun dicitur, armato petens milite, incendio et magna depredacione vastavit et victor Parthenopolim rediit.
Opuściwszy Rzym, cesarz odwiedził znów nasze strony. Na wieść o buncie Słowian wyruszył do kraju Stodoran, który także nazywa się krajem Hobolan i spalił go oraz złupił doszczętnie, po czym jako zwycięzca powrócił do Magdeburga. [997 Ann. Quedl., 29 (20)]

## Dzieje
Na wyspie utworzonej przez rzekę Hawelę ok. roku 750 powstał gród (obecna dzielnica Berlina – Spandau). Podbici w 1136 przez Albrechta Niedźwiedzia.